# 劉紹
劉 紹（りゅう しょう、元嘉9年（432年）- 元嘉29年11月27日（452年12月24日））は、南朝宋の皇族。廬陵王。文帝劉義隆の五男。字は休胤。

## 経歴
文帝と高修儀のあいだの子として生まれた。劉義真の後を嗣ぎ、廬陵王に封じられた。元嘉20年（443年）2月、南中郎将・江州刺史に任じられた。元嘉22年（445年）、都督江州豫州西陽晋熙新蔡三郡諸軍事の任を加えられた。元嘉26年（449年）7月、左将軍・南徐州刺史に転じた。赴任しないうちに、10月に揚州刺史となった。元嘉27年（450年）12月、北魏の太武帝の南征軍が瓜歩まで到達すると、劉紹は太子劉劭に従って石頭に駐屯した。
元嘉29年（452年）、病のため職を解かれた。11月壬寅、死去した。享年は21。散騎常侍・鎮軍将軍・開府儀同三司の位を追贈された。
子はなく、南平王劉鑠の三男の劉敬先が後を嗣いだ。

## 伝記資料
- 『宋書』巻61 列伝第21
- 『南史』巻13 列伝第3